# Dobków (Basse-Silésie)
Pour les articles homonymes, voir Dobków.
Dobków est une localité polonaise de la gmina de Świerzawa, située dans le powiat de Złotoryja en voïvodie de Basse-Silésie.

## Géographie
Il se trouve à environ 5 kilomètres au sud-est de Świerzawa, 17 kilomètres au sud de Złotoryja et 78 kilomètres à l'ouest de la capitale régionale Wrocław.
Dobkow est un village-rue qui s'étend sur environ 3,5 km le long de la rivière Bukownica, un affluent de la rivière Kaczawa, situé à environ 20 km au sud de Zlotoryja. 
Géographiquement, le village est situé au pied nord des contreforts de Wojcieszowski, qui forment la limite nord de la crête orientale des monts Kaczawskie.

## Culture locale et patrimoine

### Le «Sentier des chapelles»
Il s'agit d'un chemin qui serpente entre 30 églises, chapelles et croix. Le sentier et documenté et expose, entre autres, le travail des tailleurs de pierre locaux au cours des siècles. Ce chemin est long de 8 kilomètres et est associé à plusieurs légendes.